# Schoonheidsspecialist

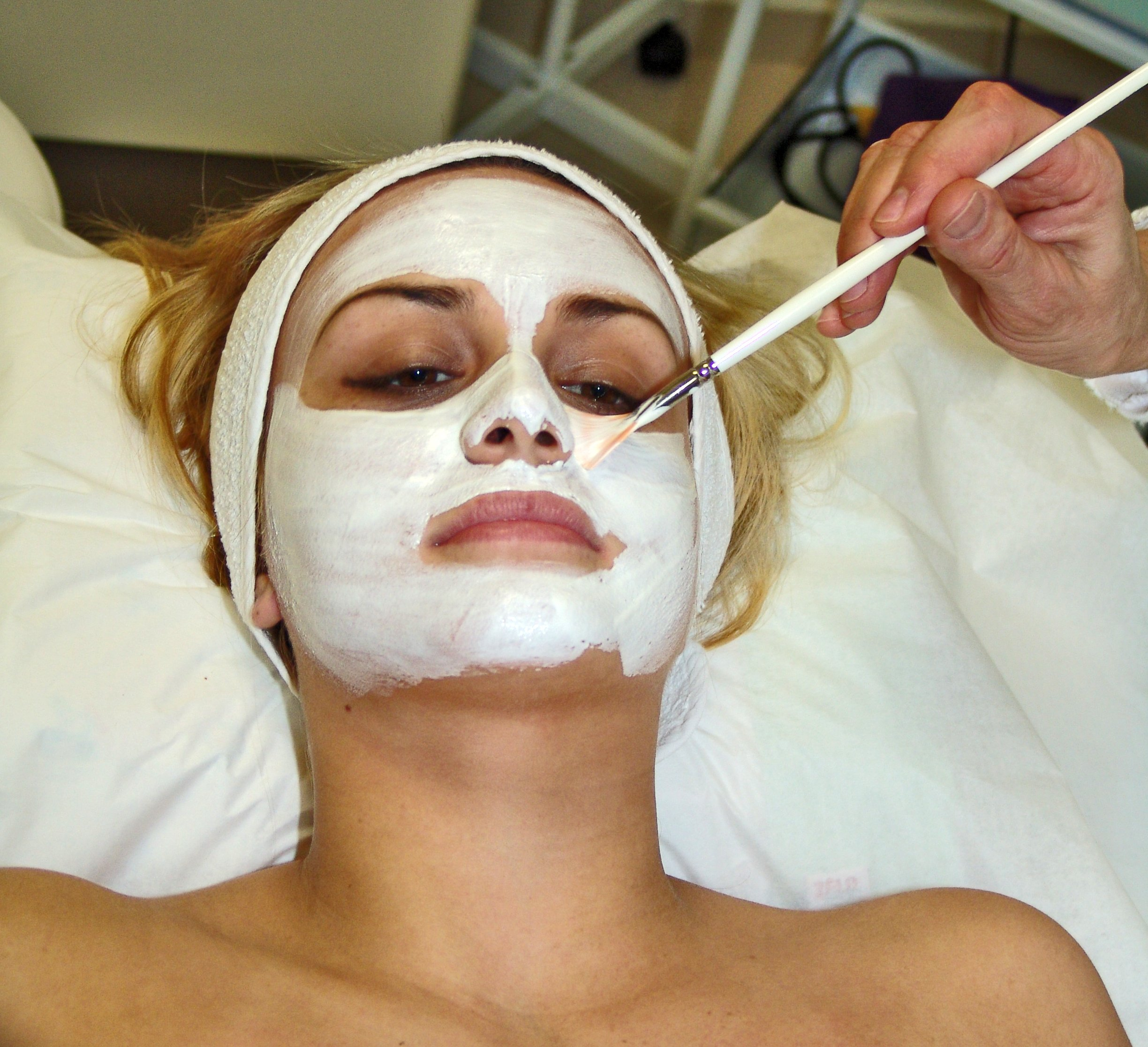
Een gezichtsmasker

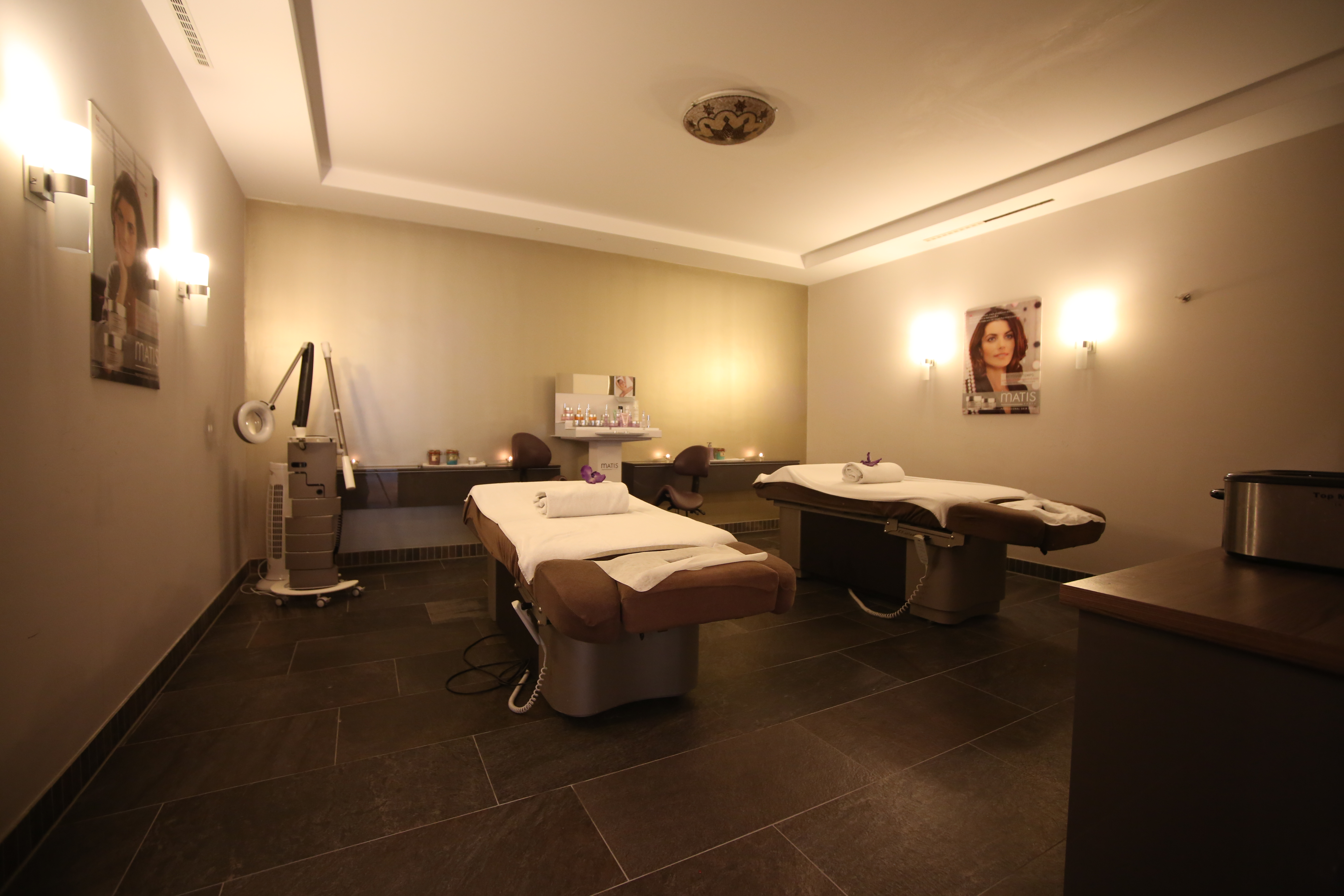
Een behandelruimte

Een schoonheidsspecialist(e) voert een verzorgende, ontspannende ofwel huidverbeterende en/of cosmetische handeling uit op het gezicht en/of lichaam. Er wordt vaak gesproken over een huidspecialist in plaats van een schoonheidsspecialist. Een huid-/schoonheidsspecialist verzorgt de huid, behandelt huidproblemen, geeft advies voor de behandeling van huidproblemen, verkoopt (cosmetische) producten ter bescherming en/of verbetering van de huid. De huid-/schoonheidsspecialist geeft de klanten een op de persoon afgestemde, deskundige behandeling.

## Salon
Een schoonheidsspecialist werkt meestal in een salon. Dat kan een zelfstandig ondernemer zonder personeel of met personeel zijn of een B.V., meestal met personeel. De meeste schoonheidsspecialistes werken aan huis, ofwel in een  kamer ingericht als praktijk ofwel in een omgebouwd deel van het woonhuis of garage.
Een speciale aanbouw aan het woonhuis kan, met eventueel een aparte ingang, wachtkamer en douche gelegenheid, worden gerealiseerd. Tevens kan in een woonhuis een geschikte ruimte worden gerealiseerd die aan de gewenste, professionele eisen voldoet. Bij grotere bedrijven is er een aantal cabines waar meerdere specialisten werkzaam zijn. In de salon c.q. cabine staat een behandelstoel waarin de client ontspannen kan liggen. Een tabouret voor de schoonheidsspecialiste zelf, een loupelamp en een werktafel zijn vaste onderdelen van de inrichting. Vaak heeft men professionele apparatuur aangeschaft om een diversiteit aan behandelingen te kunnen uitvoeren die passen bij het beoogde resultaat en de behandeling kunnen versterken.

## Specialismen
Veel schoonheidssalons zijn gespecialiseerd. Specialisten kunnen kiezen tussen het aanbieden van ontspanning en huidverbetering, doch kunnen zeker ook beide aanbieden. Huidverbetering is het belangrijkste doel van de meesten. De eisen voor het beroep staan in het branchekwalificatiedossier. De eisen voor het voeren van het specialistisch bedrijf zijn vervat in de Code van de schoonheidsspecialist die is uitgegeven door het Hoofdbedrijfschap Ambachten (HBA). Na de opheffing daarvan in 2014 werd de code geborgd door het Centrum voor Ambachtseconomie. Dit Centrum is echter ook opgeheven in 2018.

## Soorten behandelingen

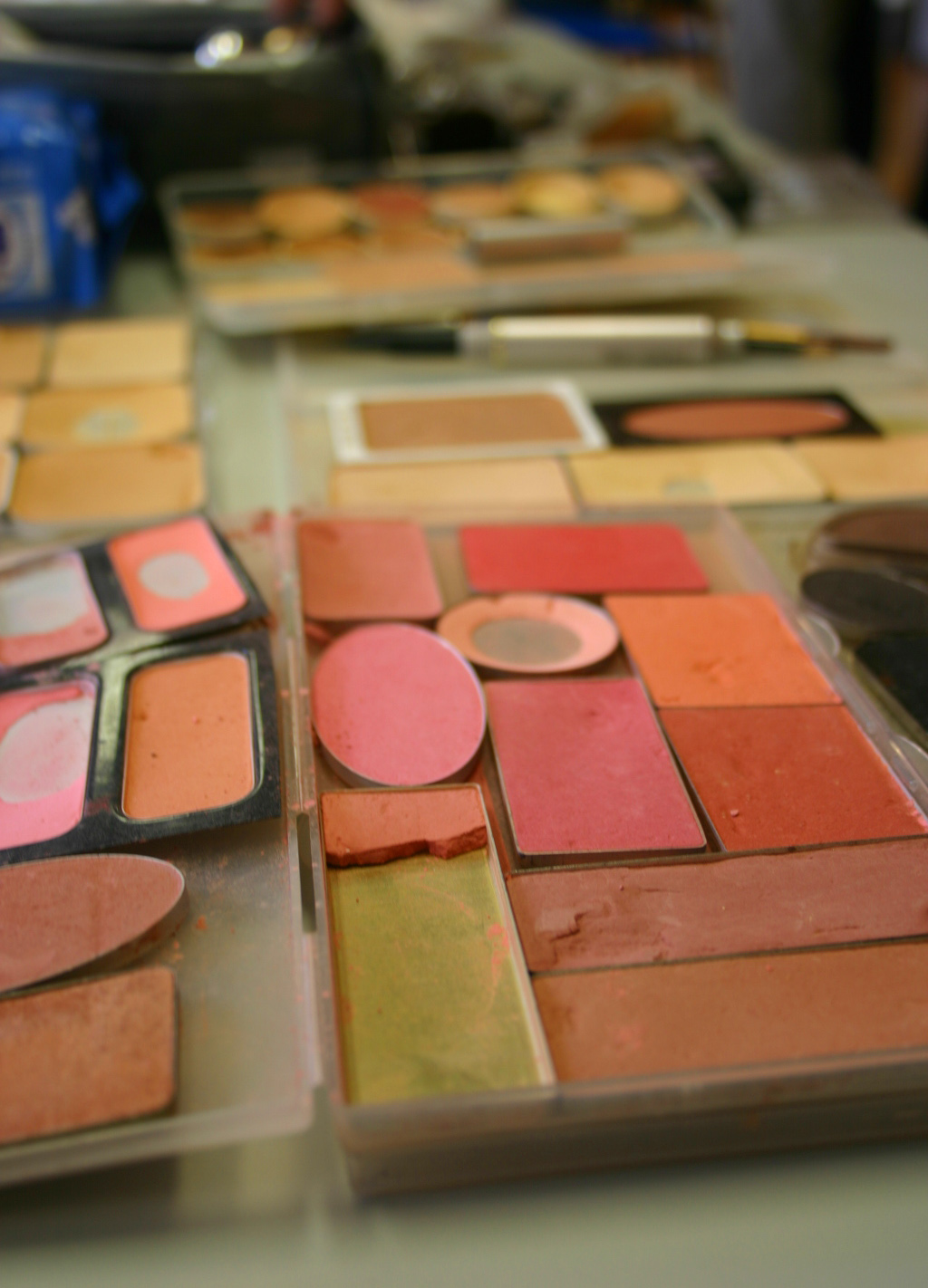
Diverse kleuren make-up

Hieronder een paar voorbeelden van behandelingen die men kan ondergaan in een schoonheidssalon.
- gezichtsbehandeling (reiniging, dieptereiniging, acne en milia verwijderen, masker onder andere crème/poeder, dagcrème, gezichtsmassage) afhankelijk van het huidtype
- peelings met verschillende doelen
- diverse massages (klassieke massage/bindweefselmassage/hydromassage/lymfedrainage/shiatsu)
- ontharen (harsen van benen, bovenlip, bikinilijn, armen, oksels)
- wenkbrauwen epileren en verven van wimpers en wenkbrauwen
- verwijderen van huidafwijkingen zoals fibromen (steelwratjes) en bloedblaasjes
- semipermanente make-up met apparaat of middels microblading (aparte opleiding)

Dit zijn onderdelen van de basisopleiding maar worden minder vaak aangeboden en uitgeoefend:
- hand- en voetverzorging (nagels vijlen, knippen, schoonmaken, lakken, massage hand, voet en vooraf voetenbad)
- make-up: een dagmake-up of avond of gelegenheid, soms ook visagie

## Opleidingen en organisaties
Er zijn in Nederland diverse scholen die de opleiding schoonheidsspecialist aanbieden. Dit betreft vooral deeltijd volwassen educatie voor het vak- ofwel branchediploma. Sinds het jaar 1998 is de opleiding ook op erkend mbo-3-niveau. De meeste schoonheidsspecialisten hebben een diploma behaald bij particuliere scholen. De particuliere scholen zijn rond 1970 begonnen met het aanbieden van de opleidingen. Ze kunnen mbo erkend zijn of erkend door een brancheorganisatie. De opleiding wordt er zowel aan jongeren als volwassenen in deeltijd aangeboden.
Een groot aantal van de specialisten die bij de Kamer van Koophandel staan ingeschreven is lid van een brancheorganisatie zoals De Huidprofessional en/of ANBOS. De in totaal zo'n 8.000 bij de KVK ingeschreven specialisten hebben over het algemeen een erkend diploma en zijn ook zonder lidmaatschap van een brancheorganisatie professionele beroepsbeoefenaren indien goed en erkend opgeleid. Schoonheidsspecialisten werken voornamelijk als 'praktijk voor huidverbetering'. Benamingen als beautysalon en schoonheidssalon worden ook gebruikt.

### Vlaanderen
In Vlaanderen bestaat een studierichting bio-esthetiek in het technisch secundair onderwijs. Daarnaast wordt het beroep ook vaak geleerd via een praktijkopleiding.